# Grand Manan
Grand Manan è un'isola del Canada, localizzata nella baia di Fundy e appartenente alla provincia del Nuovo Brunswick.
È l'isola principale dell'arcipelago delle Fundy Islands, situato appunto nella baia di Fundy, al limite del golfo del Maine.
Dal punto di vista amministrativo, l'isola appartiene alla contea di Charlotte ed alla provincia del Nuovo Brunswick.